# Liste der Sport1-Sendungen

Logo von Sport1

Die Liste von Sport1-Sendungen enthält eine bisher noch unvollständige Aufzählung aller Sendungen und Serien, die bei Sport1 (früher: DSF) ausgestrahlt werden bzw. wurden. Das genaue Programmschema von Sport1 kann auf der Website des Senders eingesehen werden.

## Sendungen (Auswahl)

### Aktuelle

#### Eigenproduktionen
- Audi Star Talk (monatlich)
- Bundesliga aktuell (werktags, 18:30)
- Bundesliga Pur (sonntags, 09:30)
- Doppelpass (Fußball-Talkshow, sonntags, 11:00)
- Goooal! – Das internationale Fußball-Magazin (montags)
- Fantalk (dienstags)
- MITTENDRIN – Die Sonntagsspiele (Analyse der Sonntagsspiele)
- My Style Rocks (dienstags bis freitags, 17:00; sonntags, 17:30)
- Sport1 News
- Sport1 Reportage
- Sport1 Dokumentation
- EXATLON Germany – Die Mega Challenge (montags bis freitags, 20:15)
- MasterChef Germany (montags bis freitags 20:15)
- Power of Love (montags bis freitags 15:00)
- Darts Party (montags bis freitags 20:15)

#### Fremdproduktionen
- Alone – Überleben in der Wildnis
- Billy – The Exterminator
- Buy It, Fix It, Sell It – Alte Stücke, neuer Glanz
- Container Wars
- Das Laufband-Quiz
- Die Arche-Fernsehkanzel
- Die PS-Profis – mehr Power aus dem Pott
- Die PS Profis Fahrschule
- DrückGlück.de – Glück für alle (Casino-Show)
- Fantausch
- Find It, Fix It, Flog It - Schätze aus der Scheune
- Garage Gold
- Hans Sarpei – das T steht für Coach
- Lost & Sold
- NORMAL (Magazin von Behinderten für Behinderte)
- Operation Auto
- Sky Sport News HD: Die 2. Bundesliga
- SPORT1 Late-Movie
- Storage Hunters
- Storage Wars (Dokumentationen über US-amerikanische Trödelhändler)
  - Storage Wars – Die Geschäftemacher
  - Storage Wars – Geschäfte in Texas
  - Storage Wars – Geschäfte in New York
  - Storage Wars – Geschäfte in Miami
- Swamp People – Überleben im Sumpf
- Telekom Spieltaganalyse (Analyse des vergangenen Bundesliga-Spieltags)
- Teleshopping (Dauerwerbesendung, nachts überwiegend für Sexhotlines)
- Turbo – Das Automagazin
- Turbo – Die Reportage
- Yukon Gold
- Hausmeister Krause - Ordnung muss sein
- Highway Cops
- Highway Patrol
- American Pickers – Die Trödelsammler
- Grenzschutz Südamerika
- STOP! Border Control Cuba
- STOP! Border Control: Rom

#### Sportübertragungen
American Football
- XFL (2022)[1]

##### Basketball
- BBL (seit 2009)
- EuroLeague (seit 2011)

##### Boxen
- Kickboxen – Steko’s Fight Night
- SES-Boxstall

##### Darts
- European Darts Championship
- Grand Slam of Darts
- Premier League Darts
- The Masters
- UK Open
- World Cup of Darts
- World Matchplay
- PDC World Darts Championship

##### Eishockey
- Eishockey-Weltmeisterschaft (seit 2008)
- Länderspiele der deutschen Nationalmannschaft (seit 2010)
  - Euro Hockey Challenge (seit 2011)
- Champions Hockey League: Livespiele (seit 2014)
- NHL: ausgewählte Livespiele (seit 2017)

##### Fußball

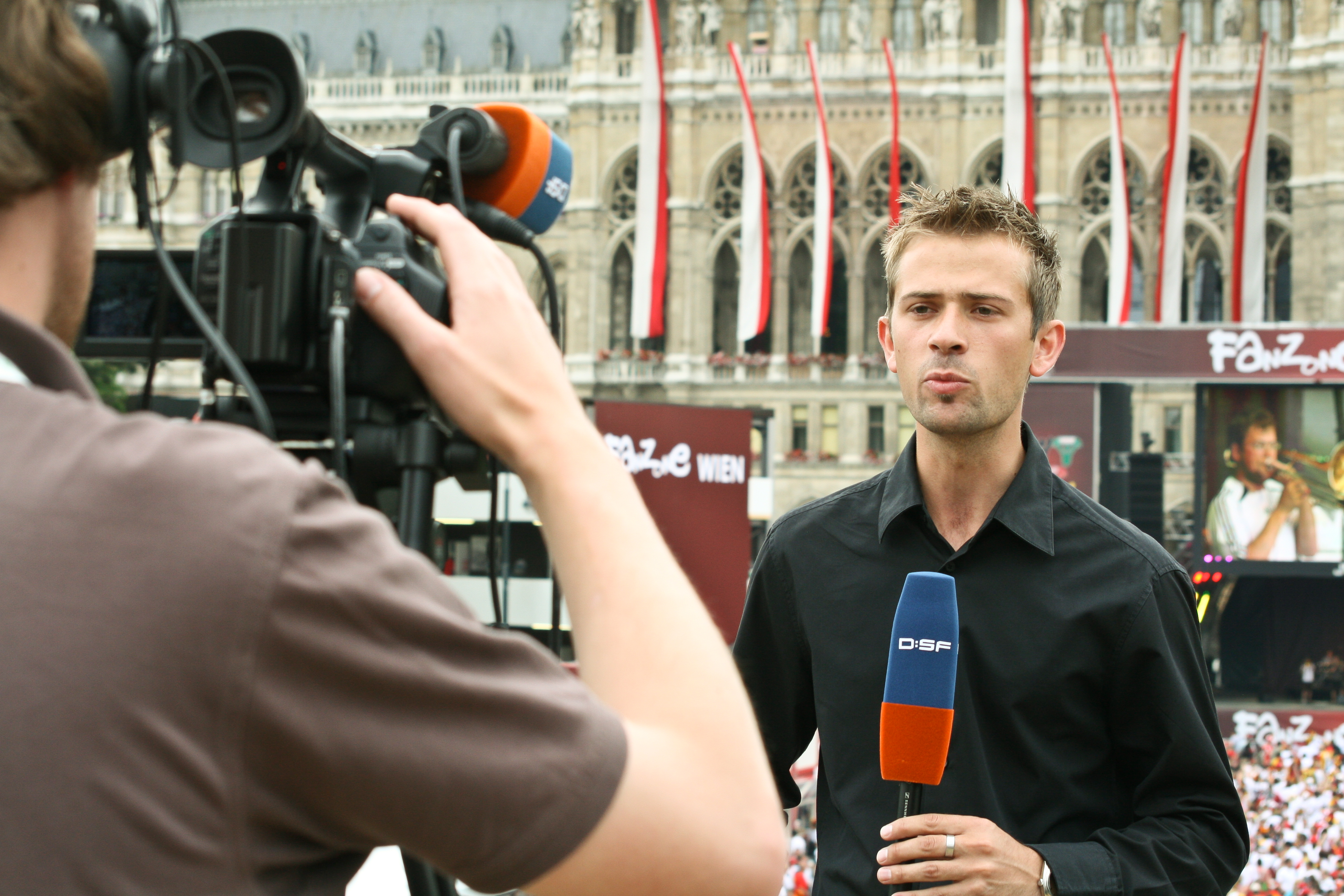
DSF-Berichterstattung vom Fanfest Wien (2008)

- Bundesliga: Drittverwertung Samstagsspiele, Zweitverwertung Sonntagsspiele
- 2. Bundesliga: Zusammenfassung
- 2. Bundesliga Topspiel (bis 2025)
- 3. Liga: Zusammenfassung
- Regionalliga: bis zu 20 Partien live pro Saison (2014–2016, seit 2017)
- Testspiele von Bundesliga-Vereinen
- DFB-Pokal: Livespiele (seit 2019)
- Hallenfußballturniere
- deutsche U-21-Fußballnationalmannschaft: Livespiele
- Frauen-Bundesliga: Livespiele (seit 2016)
- UEFA Women’s Champions League: Livespiele (seit 2015)
- SheBelieves Cup: Spiele mit deutscher Beteiligung (2018)
- UEFA Youth League: Livespiele
- Deutsche Fußballmeisterschaft der A-Junioren: Livespiele ab dem Halbfinale
- DFB-Junioren-Vereinspokal: das Finale live

##### Handball
- Bundesliga (seit 2009)
- DHB-Pokal
- DHB-Supercup
- HBL All-Star Game
- Handball-WM der Männer: Spiele ohne deutsche Beteiligung (2011, 2013)
- Handball-WM der Frauen (2011, 2013)
- Handball-EM der Männer: Spiele ohne deutsche Beteiligung (2012, 2014)
- Handball-EM der Frauen (2012, 2014)

##### Hockey
- Hallenhockey-Weltmeisterschaft: Spiele mit deutscher Beteiligung (2018)

##### Motorsport
- ADAC Masters Weekend (seit 2015)
  - ADAC Formel 4: alle Rennen live
  - ADAC GT Masters: alle Rennen live
  - ADAC GT4 Germany: alle Rennen live
  - ADAC TCR Germany: alle Rennen live
- DTM-Rennwochenende
  - Audi Sport Seyffarth R8 LMS Cup: Live-Rennen (seit 2019)[2]
  - Deutsche Tourenwagen-Masters: Zusammenfassungen (seit 2011)
  - Porsche Carrera Cup Deutschland: Live-Rennen
- FIA World Endurance Championship: Live-Rennen (seit 2017)[3]
- FIA World Rallye Championship: Zusammenfassungen und unregelmäßige Live-Übertragungen (seit 2013)
- Monster Energy NASCAR Cup Series: ausgewählte Live-Rennen (seit 2017)[4]

##### Poker
- Poker Exklusiv

##### Pferdesport
- Internationales Dressurfestival Lingen
- Springreiten (nationale und internationale Turniere in Deutschland)

##### Tennis
- Swiss Indoors (seit 2014)

##### Volleyball
- Volleyball-Bundesliga der Frauen: mindestens 30 Livespiele pro Saison[5]

##### Wasserball
- LEN Champions League: Livespiele

### Ehemalige

#### Eigenproduktionen
- Außer Kontrolle
- Come on, Baby
- Duell – Das DSF-Quiz
- Fujuma
- Monster Trucks
- Die René Schwuchow Show – 6 vor 12 (freitags und sonntags, 23:54 Uhr[6], 2012–2015)
  - Sex-Talkshow mit Pornodarstellerinnen, Themen u. a. „Sind Playmates Wichsvorlagen?“[7]
- Sport Quiz
  - vergleichbar mit dem Quiz-Programm von 9Live, bei dem Anrufer theoretisch Geld gewinnen konnten.[8] Laut Angaben des Senders dienten die Einnahmen zur Finanzierung von Sportrechten.[9] Manche der zu erratenden Begriffe existierten jedoch in der deutschen Sprache nicht. So sollten am 2. November 2006 die mit Box- beginnenden Wörter „Box-Geburtstagstorte“ und „Box-Redaktionsleiter“ erraten werden.
- Wild Wanna Bees – Die Luder-WG
  - Pseudo-Doku-Soap mit Softporno-Elementen
- Sexy Sport Clips (nachts)
  - als Sport Clips bezeichnetes Nachtprogramm unterbrochen durch Werbung für Sexhotlines

#### Fremdproduktionen
- American Gladiators
- Die Geschichte der Formel 1
- Dorf on Golf
- It's A Knockout
- Pago Pago
- Sports Bakka
- Takeshi’s Castle
- Xapatan

#### Sportübertragungen

##### Basketball
- Basketball-WM der Herren (2014)
- Basketball-EM der Herren (2011)

##### Eishockey
- Olympischen Spiele (2014)
- DEL (bis 2021)

##### Fußball
- 2. Bundesliga: Livespiel am Samstagabend
- FIFA-Konföderationen-Pokal: Spiele ohne deutsche Beteiligung (2013, 2017)
- Süper Lig: Zusammenfassung (2013/14 und 2014/15)
- UEFA-Cup: Livespiele
- UEFA Europa League: je ein Spiel pro Spieltag, in den K.-o.-Runden je ein Hin- und Rückspiel und das Finale (ab 2015)
- UI-Cup: Livespiele

##### Leichtathletik
- IAAF Diamond League (2010–2012)

##### Motorsport
- 24-Stunden-Rennen auf dem Nürburgring: Live-Übertragungen (2010–2015)
- Audi Sport TT Cup: Live-Rennen
- Beru TOP 10 (bis 2004)
- Deutscher Formel-3-Cup: Rennen 1 live (2012)
- Formel 1: Freitagstrainings live, Qualifying und Rennen in Zusammenfassung (2011, 2013–2015)
- Formel E: Zusammenfassungen (Saison 2014/15)
- IndyCar Series: ausgewählte Live-Rennen (2017–2018)
- Volkswagen Scirocco R-Cup

##### Multisport-Events
- Europaspiele (2015, 2019)
- World Games (2017)

##### Pferdesport
- World Dressage Masters (2009–2010)

##### Rugby
- Rugby-Union-Weltmeisterschaft (2011)

##### Volleyball
- DVV-Pokal: Finale der Frauen (2015)
- Volleyball-Bundesliga der Männer: Livespiele (bis 2022)[10]

##### Wrestling
- Impact Wrestling (2013–2014)
- SmackDown
- WWE BottomLine